# César Domela Nieuwenhuis
César Domela Nieuwenhuis (ur. 15 stycznia 1900 w Amsterdamie, zm. 31 grudnia 1992 w Paryżu) – holenderski malarz, grafik i fotograf. Syn holenderskiego rewolucjonisty i kaznodziei Ferdinanda Domela Nieuwenhuisa.

## Życiorys
Syn holenderskiego rewolucjonisty i kaznodziei Ferdinanda Domela Nieuwenhuisa.
W 1932 przyjechał do Paryża, gdzie uczestniczył w wielkich manifestacjach abstrakcjonistów jako członek grupy „Cecle et Carré,” później „Abstraction-Création”, w końcu jako współpracownik pisma „Plastique” (1937).

## Twórczość
We wczesnych obrazach Domela ujmował rzeczywistość poprzez geometryczne struktury, w późniejszej twórczości zmierzał ku zasadom abstrakcji geometrycznej i neoplastycyzmu. Następnie zaczął odchodzić od neoplastycyzmu, wprowadzając do prac linie i układy diagonalne oraz tworząc trójwymiarowe reliefy.
Przebywając w Berlinie pod koniec lat 20. XX w., eksperymentował w duchu konstruktywizmu, łącząc tradycyjne środki malarskie z różnymi niekonwencjonalnymi materiałami (drewno, miedź, mosiądz, szkło i pleksiglas). Zajmował się również fotomontażem i typografią.